# Final Fantasy VIII
Final Fantasy VIII (freqüentment abreujat com FF8 o FFVIII) va ser desenvolupat per Squaresoft l'any 1999 pel sistema PlayStation, encara que posteriorment sortís una versió per a PC. FFVIII és la vuitena entrega de la saga Final Fantasy i és considerat com un dels jocs de rol més importants de la PlayStation. De fet, ha estat el vídeojoc més venut per a PlayStation.

## Introducció
El protagonista de la història és Squall Leonhart, un estudiant del Jardí de Balamb (una acadèmia "militar"), que s'acaba de graduar com a SeeD (mercenari) i ha de dur a terme les missions que li són assignades.
Està ambientat en un món futurista, encara que com tots els Final Fantasy, manté algunes reminiscències medievals. Per exemple, l'arma del protagonista és una fusió entre espasa i pistola, podem utilitzar màgies, invocacions, etc.
La història del joc gira entorn d'Edea, una bruixa que està controlant el president de Galbadia perquè ataqui a països veïns. Per això, s'alcen molts grups de resistència en contra de les esmentades invasions, entre ells els "Mussols del Bosc", de Timber, dels quals la líder és Rinoa Heartilly, una jove que acaba enamorant-se de Squall.
Més tard se sap que Edea és solament un titella del verdader enemic, Ultimecia/Artemisa, una bruixa del futur que busca dominar el món controlant diverses bruixes del passat, entre aquestes, Adel i la mateixa Rinoa. De manera que per detenir-la, Squall i el seu grup de SeeDs amb l'ajuda d'una espècie de vòrtex temporal viatjaran al futur per enfrontar-se a Artemisa.
A més de la història principal de Squall, ens trobarem amb la història de Laguna, una història que viurem a través dels somnis de l'Squall i els seus companys, i que avançat el joc coneixerem en persona a Laguna, més gran.

## Jardins
Durant el joc es troben 3 jardins: jardí de Balamb, jardí de Galbadia i el jardí de Trabia. Aquests són acadèmies militars que entrenen alumnes perquè es converteixin en SeeDs per lluitar contra les bruixes i protegir els pobles. El jardí de Balamb és el primer escenari on controlem el protagonista en el CD1. Més tard, ens dirigim al jardí de Galbadia a la recerca d'un aliat i el jardí de Travia arribem a l'en el CD2, però apareix destruït a causa d'uns míssils de l'exèrcit enemic. A partir del CD2 el jardí de Balamb pot desplaçar-se per l'aire com una base mòbil i el podem manejar i anar pràcticament on vulguem amb ell. Encara que en el CD3 aconsegueixis una nau millorada (LagunaMOv.) podràs continuar visitant el Jardí de Balamb a Fisherman's Horitzon.

## G.F's
Els G.F's (Guardians de la Força), són un tipus de criatures que t'ajudaran durant les batalles causant mal a l'enemic o bé curant-te o causant-te estats favorables. Aquesta és la llista de G.F's de FFVIII:
- Quetzal: causa danys d'element elèctric, el tens al principi del joc.
- Shiva: causa danys d'element gel, el tens al principi del joc.
- Ifrit: causa danys d'element foc, l'has d'anar a buscar amb la instructora Trepe a la caverna propera al jardí de Balamb, ja que és un requisit per poder-te presentar a l'examen de SeeD
- Sirena: li pots extreure a l'enemic "elviore" durant l'examen SeeD, a Dollet, just després de lluitar amb en Biggs i en Wedge.
- Diablo: si parles amb el Director Kramer (director del jardí de Balamb) un cop t'ha donat les instruccions de la teva primera missió com a SeeD et donarà un objecte anomenat "làmpada màgica" si obre al menú i el busques a "objectes" apareixeras lluitant contra el G.F. Causa danys no elementals.
- Hermanos: estan a la "caverna del rei sense nom" al costat de la ciutat de Deling (capital de Galbadia) la qual t'envien per buscar un número d'un alumne que es va perdre i així poder parlar amb el general Calway. Si t'adentres dins la caverna podras lluitar contra ells i aconseguir-los. Danys element terra.
- Rubí: l'extreus de les gàrgoles que ataquen a la Rinoa durant la presentació de la bruixa. Proporciona "espejo" contra màgia a tot l'equip.
- Eolo: li extreus a "Viento", amiga d'en Seifer. Danys element vent.
- Cerbero: el trobes al jardí de Galbadia quan entres a buscar a la bruixa Edea, pots lluitar contra ell i aconseguir-lo. Proporciona màgia doble i triple a tot l'equip.
- Alejandro: li pots extreure a Edea quan lluites amb ella per segon cop al jardí de Galbadia. Danys element sagrat.
- Odín: el pots obtenir després de lluitar amb ell a unes runes que hi ha a Centra. Aquest G.F. no te'l pots equipar, va apareixent a les lluites de manera aleatòria. Mata automàticament a l'enemic amb l'espasa.
- Tombery: es pot obtenir en el mateix lloc on es troba Odín. Has de matar 20 tomberys i llavors apareixerà el rei dels Tomberys.
- Bahamut: es troba en una illa situada al Sud-oest del mapa. Només s'hi pot accedir amb la nau (Lagunamov). Primer t'has d'enfrentar amb 2 grans drags i després ja surt el Bahamut.
- Edén: un cop obtingut el Bahamut, si t'adentres més en les runes podràs lluitar amb Ente Artema, un enemic molt poderós. Se l'hi pot extreure l'Edén.